# Kavalleriegeld
Das Kavalleriegeld war eine Steuer, die im 18. Jahrhundert in Preußen von der Landbevölkerung zu zahlen war.
Das Kavalleriegeld löste die Verpflichtung ab, die Kavallerie mit der notwendigen Naturalverpflegung auszustatten, nachdem 1717 die gesamte Kavallerie vom Land in die Städte verlegt worden war. Das Kavalleriegeld wird als Frühform der Grundsteuer angesehen.